# آده ایسل‌استریک
آده ایسِل‌استریک (هلندی: Oude IJsselstreek; تلفظ در هلندی: [ˌʌudə ˈʔɛisəlstre:k] ) یک شهرستان در هلند است که در خلدرلاند واقع شده است. آده ایسل‌استریک ۱۵ متر بالاتر از سطح دریا واقع شده است.